# Tractat de Fontainebleau (1762)
|  | Per a altres significats, vegeu «Tractat de Fontainebleau». |

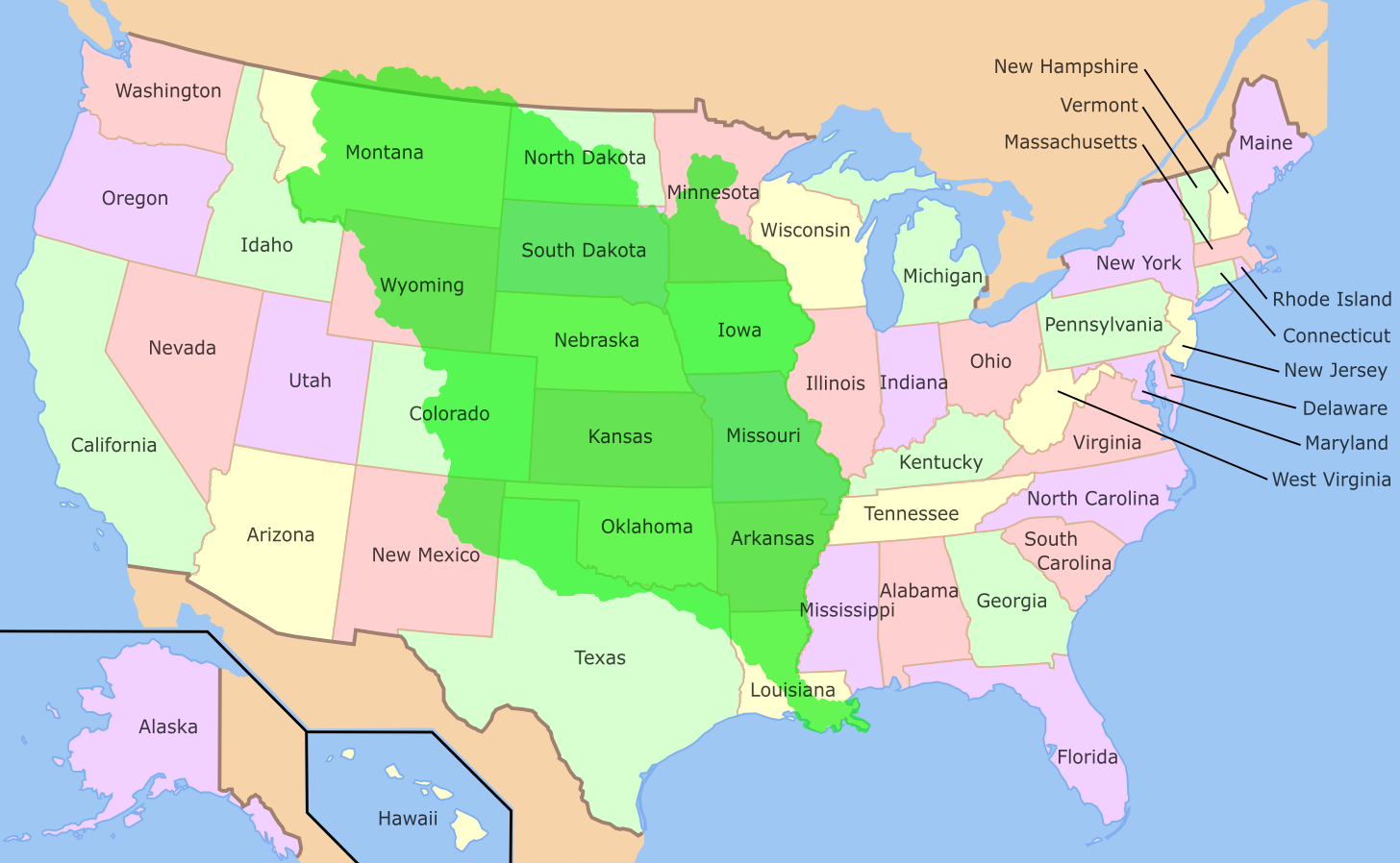
En verd la Louisiana, projectada sobre el territori dels actuals Estats Units

El Tractat de Fontainebleau és un acord secret signat al castell de Fontainebleau el 13 de novembre de 1762 entre el Regne de França i el Regne d'Espanya en el qual el primer va cedir al segon la Louisiana.
El tractat va seguir la batalla de Signal Hill, emmarcada en els actes bèl·lics de la Guerra dels Set Anys a Amèrica del Nord. Així enfront a certes perspectives de perdre el seu territori al Canadà, el rei Lluís XV de França va proposar al rei Carles III d'Espanya la cessió de la Louisiana francesa i la ciutat de Nova Orleans.
El territori en la forma proposada hauria inclòs el vast territori de la Louisiana a banda i banda de la riu Mississipi (incloent-hi el que en aquells moments es coneixia amb el nom del País d'Illinois). El tractat es va mantenir en secret fins i tot a la signatura del Tractat de París (1763), que formalment va posar fi a la Guerra dels Set Anys.
Els termes específics del tractat de 1763 escripturava les terres a l'oest del Mississipi als francesos i les terres a l'est (incloent-hi Baton Rouge i el País d'Illinois) als britànics. El Tractat de París va proporcionar un període de 18 mesos en el qual els francesos canadencs podien emigrar lliurement, el que va comportar que molts dels anomenats cajuns es traslladessin a la regió coneguda amb el nom d'Acadiana o País dels Cajun, moment en el qual es va descobrir que França també havia cedit a Espanya la Louisiana.
El 21 d'abril de 1764 Lluís XV va notificar en una carta al Governador colonial de Louisiana Charles Philippe Aubry del canvi de mans del territori, iniciant un breu període de transició. Els colons, però, no van acceptar la transició i fins i tot van expulsar el primer governador espanyol, Antonio de Ulloa. El governador Alejandro O'Reilly va suprimir la Rebel·lió de 1768 i va plantar formalment la bandera espanyola al territori l'any 1769. Ambdues parts del Mississipi, inclosa Baton Rouge la qual va ser cedida als britànics i després retornada a la Florida de l'Oest després de la Guerra d'Independència Americana, es van unir de nou mitjançant la Compra de Louisiana de 1803 i el Tractat Adams-Onís de 1819.
El tractat de 1762 va solidificar l'territoris imperials de Nova Espanya, que s'estén des de Florida, passant pel riu Mississipi fins a l'oceà Pacífic. El tractat també va mantenir el catòlic control social i cultural de la regió, en oposició a les perspectives protestants de control britànic.